# Geografía de Georgia
Georgia es un país transcontinental en el límite entre Europa Oriental y Asia Occidental, localizado en la costa del mar Negro. Comparte fronteras con Rusia al norte y nordeste, con Turquía y Armenia al sur, y con Azerbaiyán al sudeste.

## Geografía física
Georgia está ubicada en la región montañosa del Cáucaso meridional de Eurasia, a caballo entre Europa Oriental y Asia, entre el mar Negro y el mar Caspio. Limita al oeste con el mar Negro, al norte con Rusia, al sur con Turquía y Armenia, y al este con Azerbaiyán. Georgia, estratégicamente, controla gran parte de las montañas del Cáucaso y las rutas que lo atraviesan. 
La proximidad de Georgia, un país transcontinental, al núcleo de Europa, combinada con varios factores históricos, culturales y políticos, ha llevado cada vez más a la inclusión de Georgia en Europa Oriental. También, Georgia se ha unido a organizaciones europeas como el Consejo de Europa, y está buscando ser miembro de la OTAN y la adhesión a la Unión Europea. Georgia está en el mismo paralelo que Nápoles, Madrid, Estambul, Nueva York, Chicago, Londres, Toronto (Canadá), Omaha (EE. UU.), Eureka (EE. UU.), Odate (Japón), Shenyang (China) y Tirana.

### Relieve

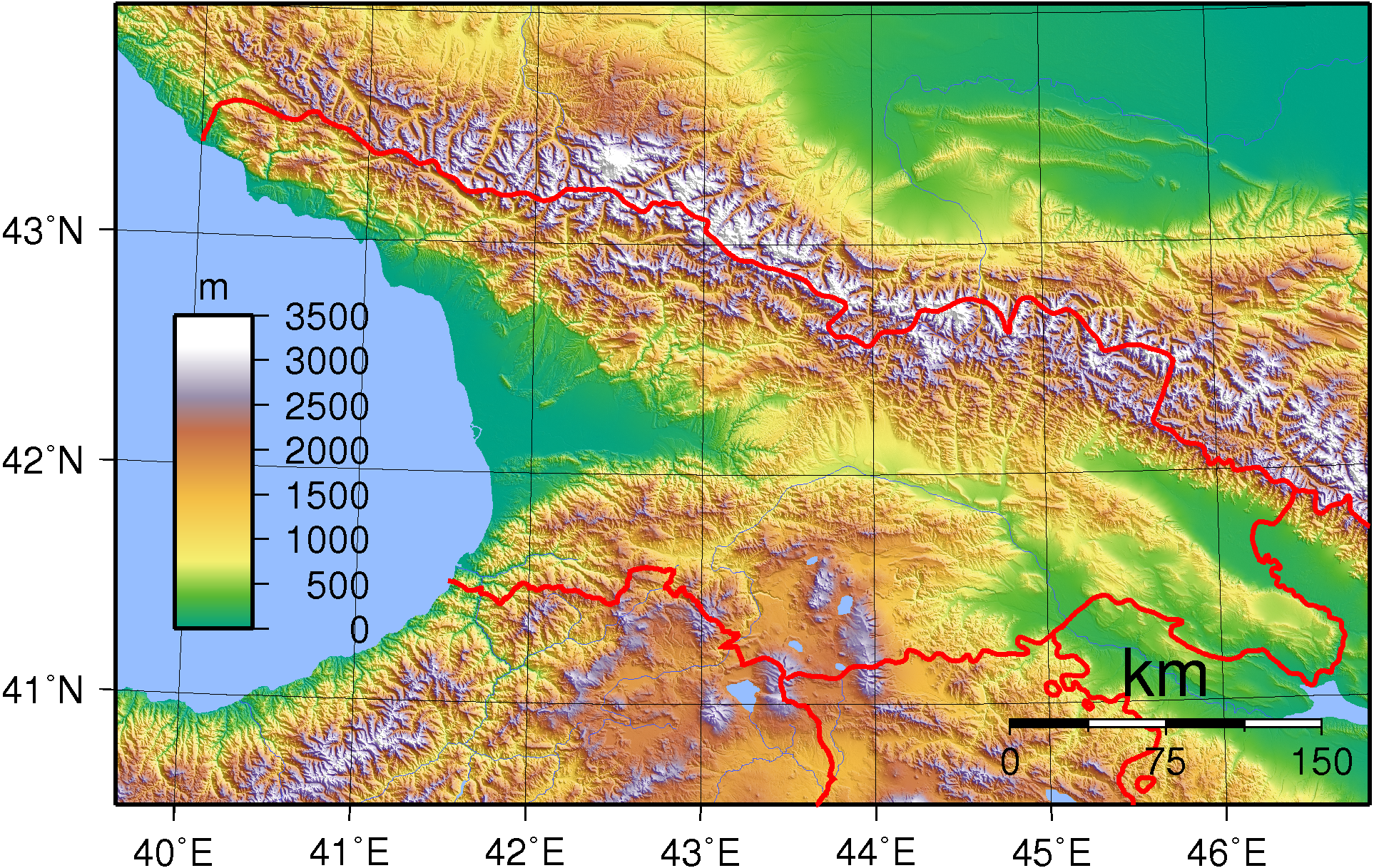
Mapa físico Georgia

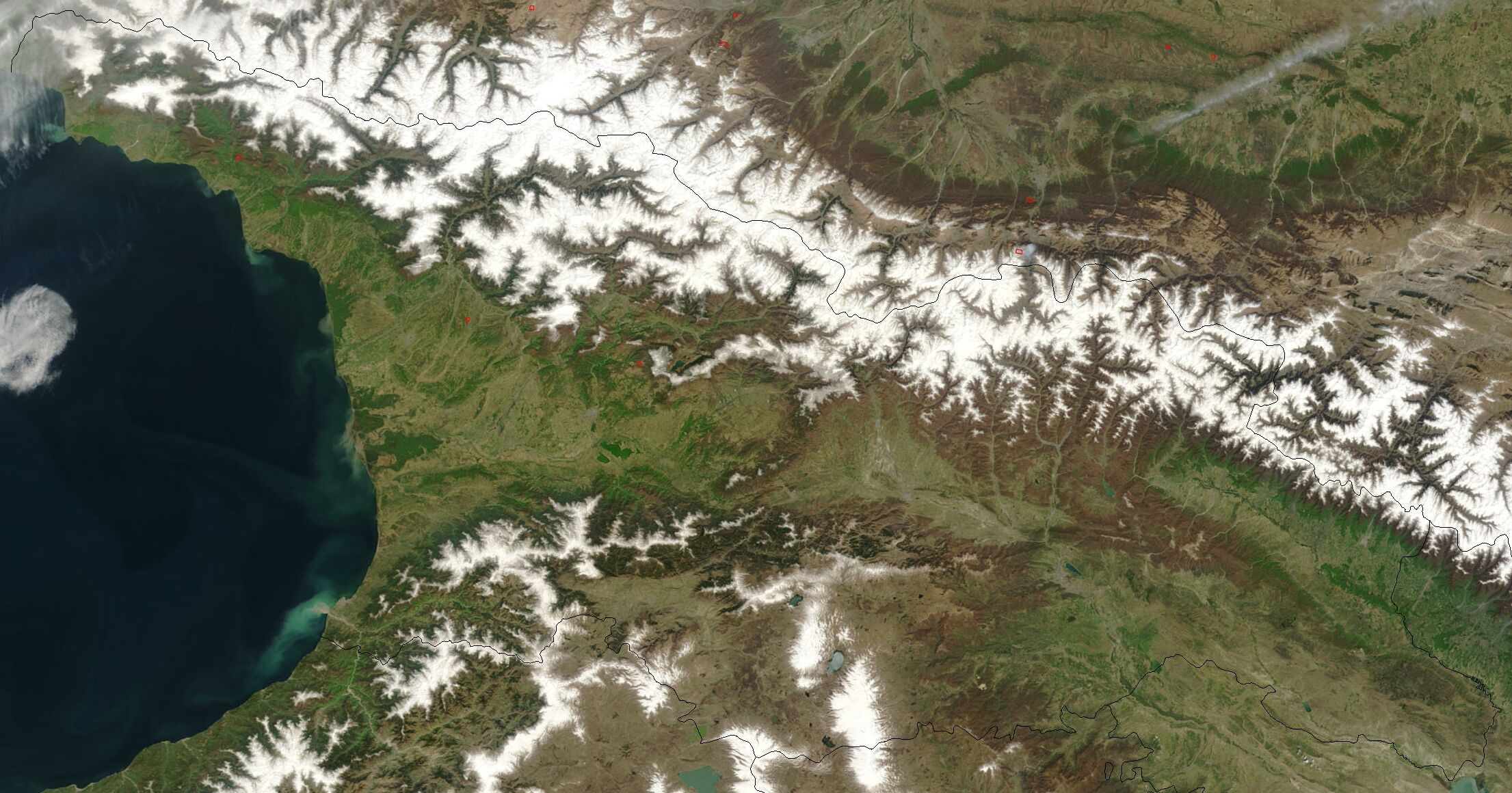
Imagen de satélite de Georgia a finales de primavera

Georgia se sitúa en la costa oriental del mar Negro, en la región del Cáucaso. Es un pequeño país de aproximadamente 69 700 km², que aun así tiene uno de los relieves más variados de las antiguas repúblicas soviéticas. Georgia se encuentra principalmente en las montañas del Cáucaso, y su límite norte está definido en parte por la cordillera del Gran Cáucaso. La cordillera del Cáucaso Menor, que corre paralela a las fronteras con Turquía y Armenia, y las cordilleras de Surami e Imericia, que conectan el Gran Cáucaso y el Cáucaso Menor, crean barreras naturales que son en parte responsables de las diferencias culturales y lingüísticas entre las regiones.  El Cáucaso marca el carácter montañoso del relieve.  Debido a su altitud y a las pobres infraestructuras de transporte, muchos pueblos de montaña están prácticamente aislados del mundo exterior durante el duro invierno.
En la provincia secesionista de Abjasia, al noroeste de Georgia, se encuentra la sima de Voronia, que actualmente constituye la más profunda cavidad natural del mundo, con una cota inferior a los −2000 m. Los espeleólogos de todo el mundo, sobre todo los rusos y ucranianos, siguen explorando esta cueva.
Los terremotos y deslizamientos en las zonas montañosas son una amenaza significativa para la vida y las propiedades. Entre los desastres naturales más recientes destacan los deslizamientos de tierra en Adjaria en 1989 que desplazaron a miles de personas en el sudoeste de Georgia. En 1991, dos terremotos destruyeron varios pueblos en la zona central y norte del país además de en Osetia del Sur.

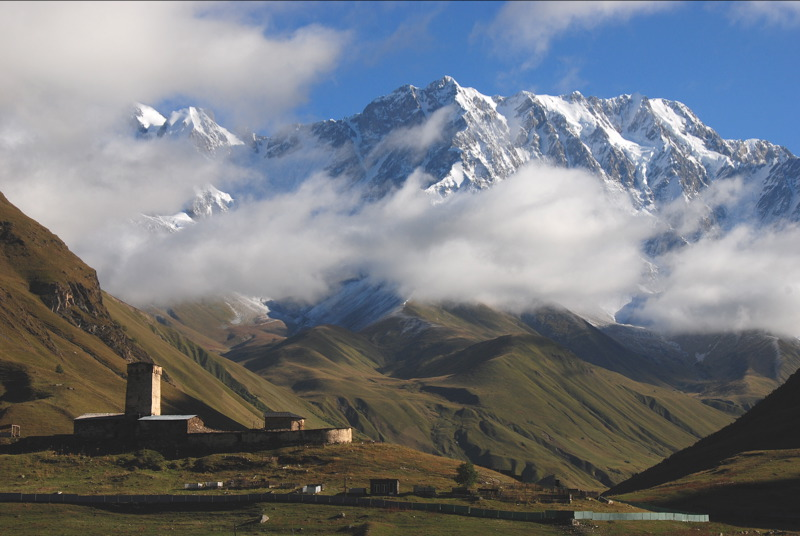
El Shjara (5193 m), punto culminante de Georgia
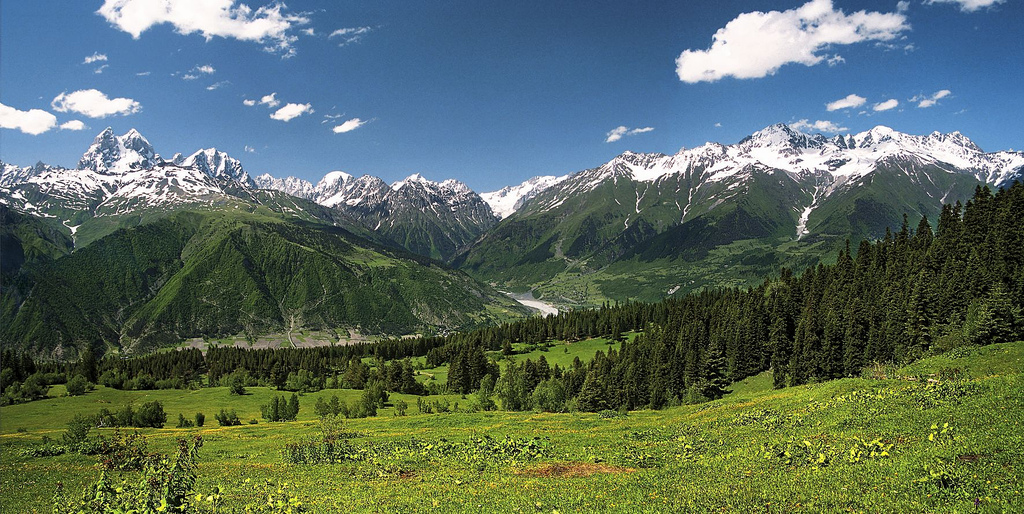
Svanetia,  región histórica del noroeste del país
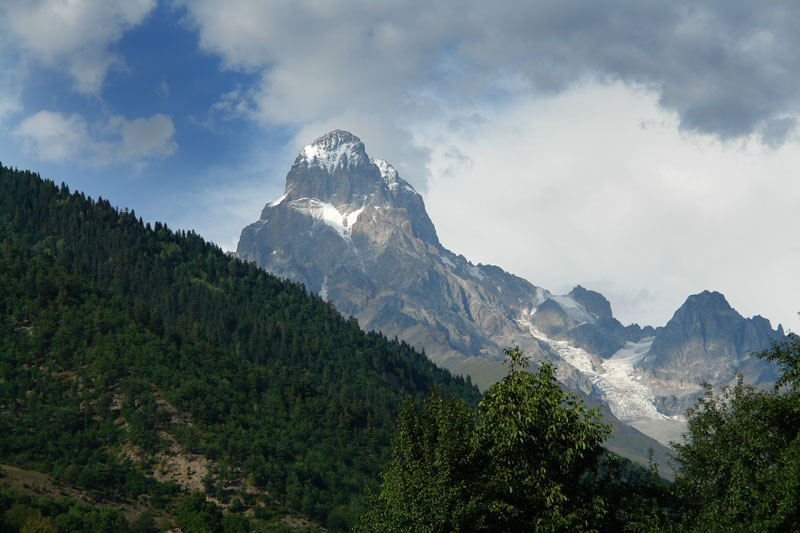
Ushba, una montaña caucásica de Georgia
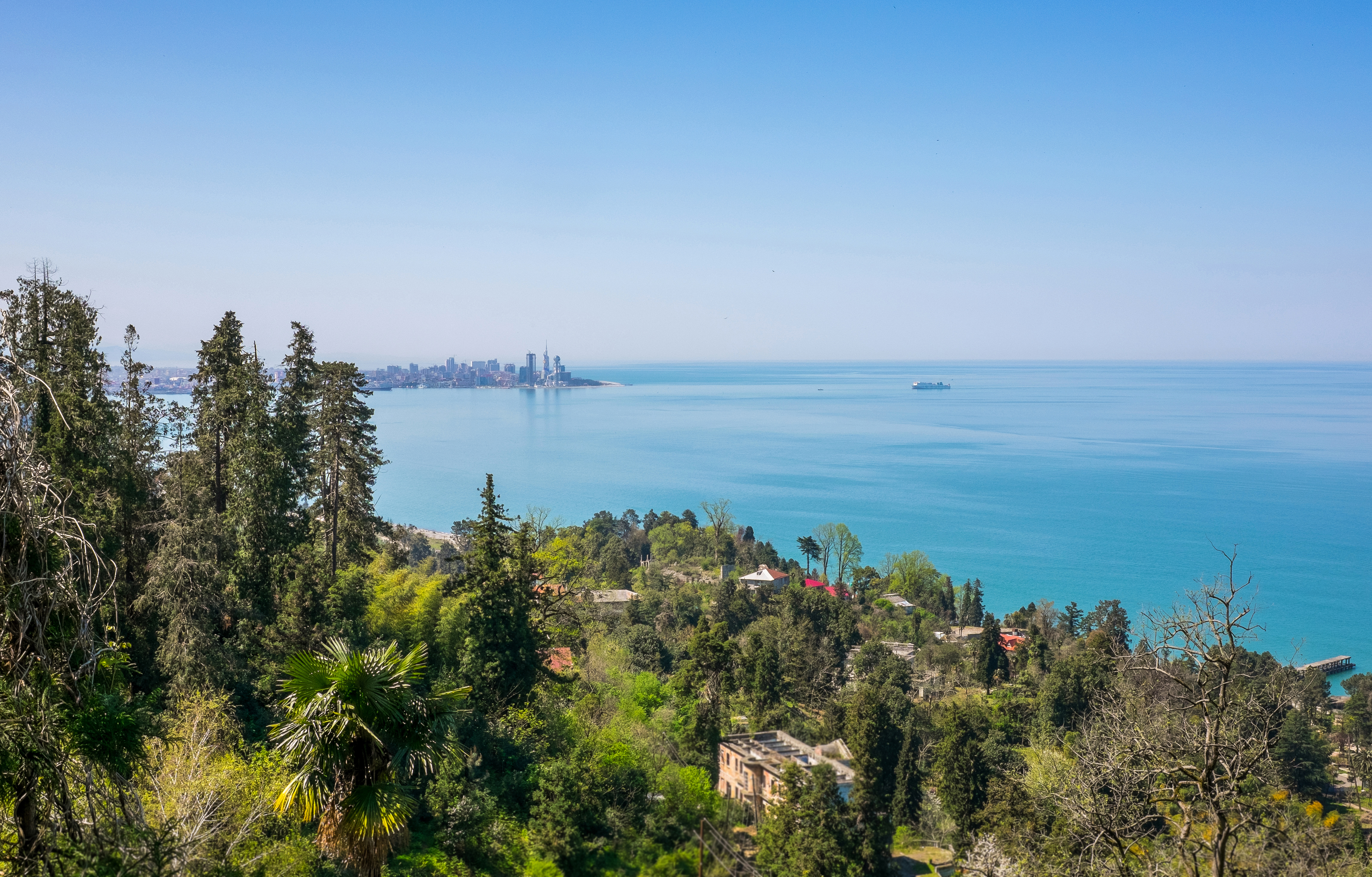
Costa georgiana del mar Negro, con Batumi sullo sfondo

### Ríos, lagos y costas

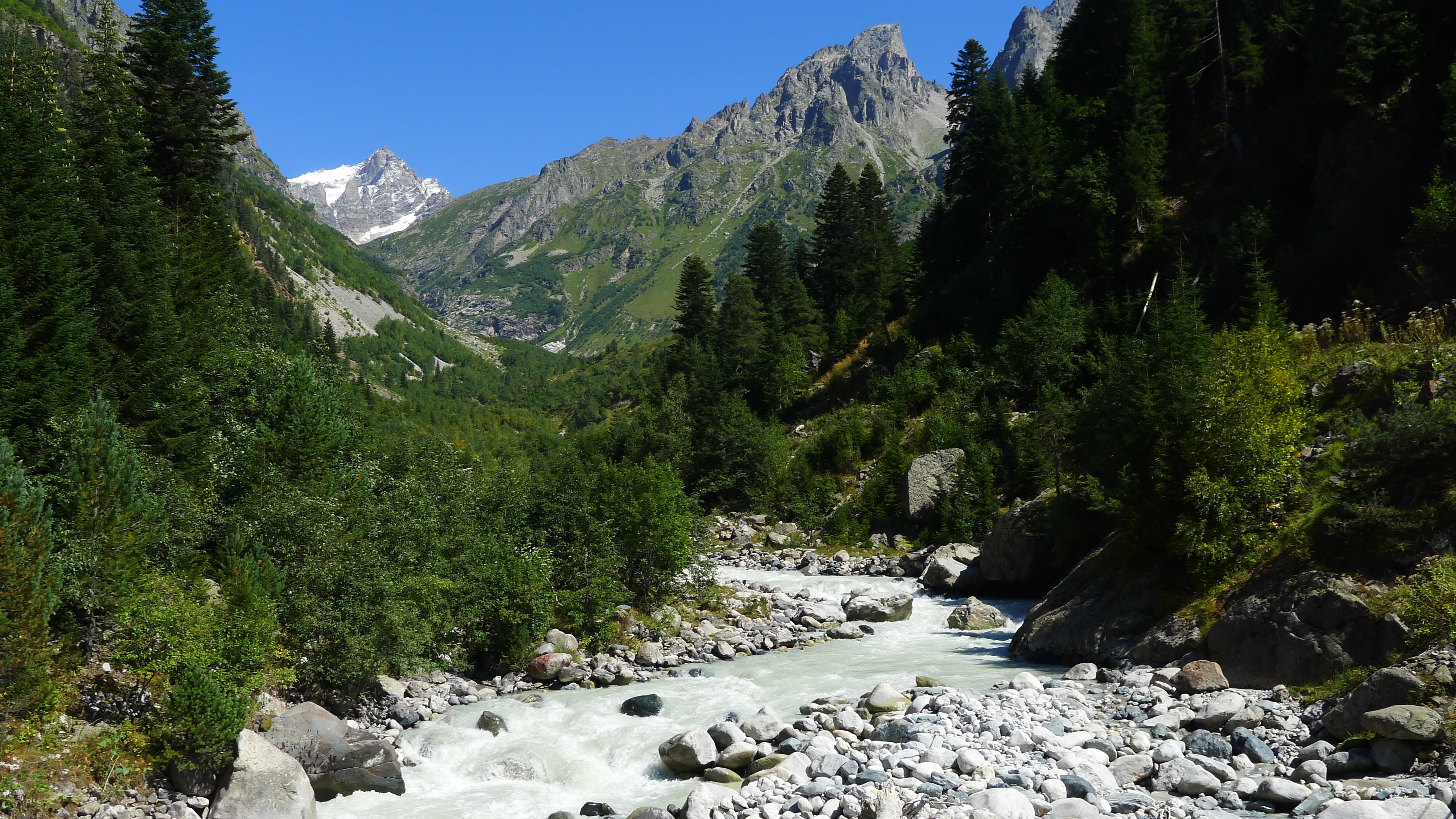
Un pequeño río en Georgia

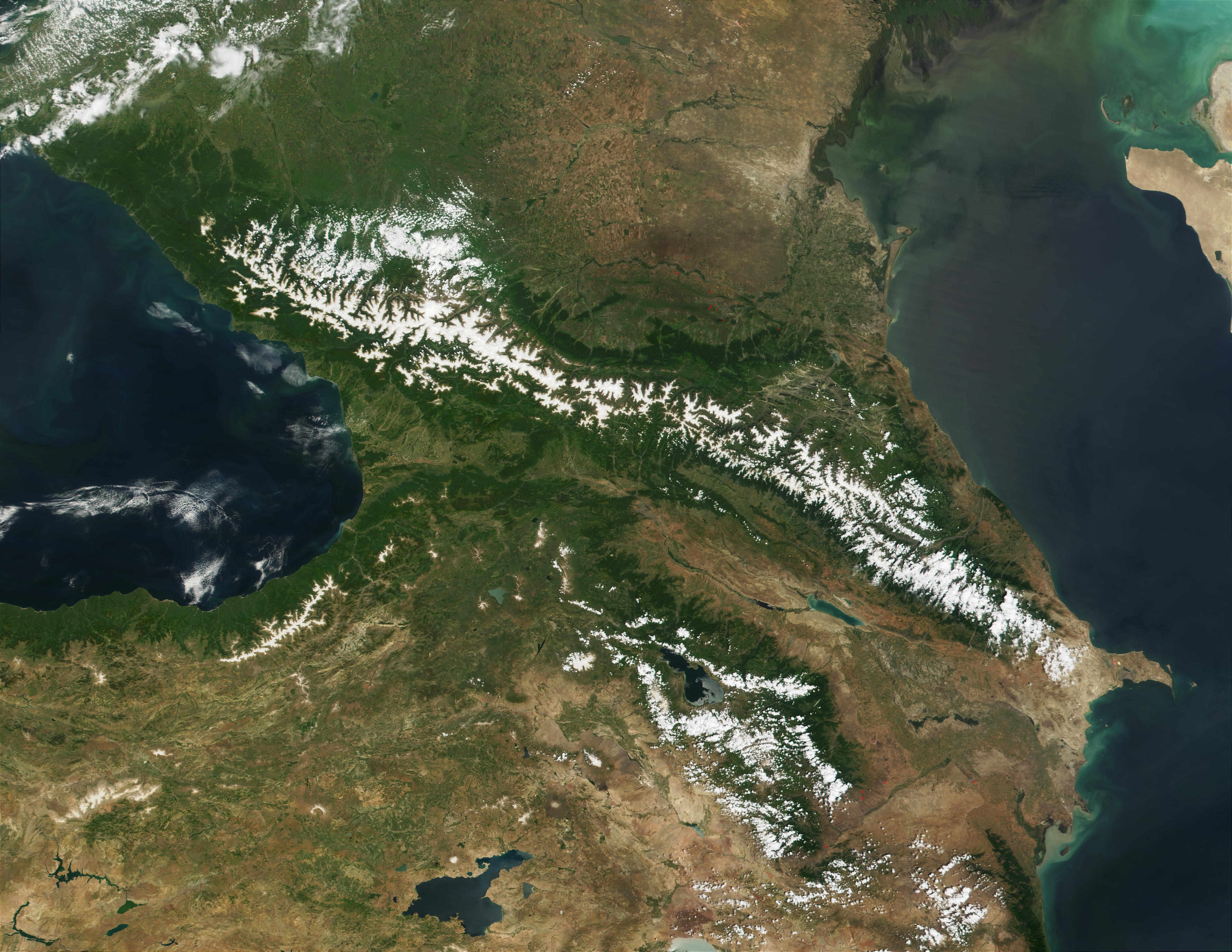
Foto de satélite del Cáucaso, entre el mar Negro y el mar Caspio.

Georgia cuenta con cerca de 25.000 ríos, muchos de las cuales tienen pequeñas centrales hidroeléctricas. Los ríos discurren en el oeste del país, hacia el mar Negro y en el este, a través de Azerbaiyán para finalizar en el mar Caspio. El mayor río de Georgia es el Mtkvari (anteriormente conocido como Kurá todavía utilizado en Azerbaiyán), que discurre 1364 km por el noreste de Turquía y atraviesa las llanuras de la parte oriental de Georgia. A continuación, pasa por Tiflis, la capital, y después desemboca en el mar Caspio. El río Rioni es el río más largo en el oeste de Georgia y fluye a través del Gran Cáucaso para desembocar en el mar Negro en el puerto de Poti. Los ingenieros soviéticos desviaron algunos ríos en las tierras agrícolas de la costa subtropical y crearon una extensa red de canales para la irrigación. Las profundas gargantas de las montañas forman cinturones topográficos dentro del Gran Cáucaso.
Georgia tiene una línea costera de 310 km de longitud (La Encyclopedia of the Nations  menciona 315 km). Además de la costa de Georgia, hay 57 km de costa en Ajaria, y 200 km en Abjasia. Georgia tiene una Zona Económica Exclusiva de 21 946 km² en el mar Negro.

### Clima

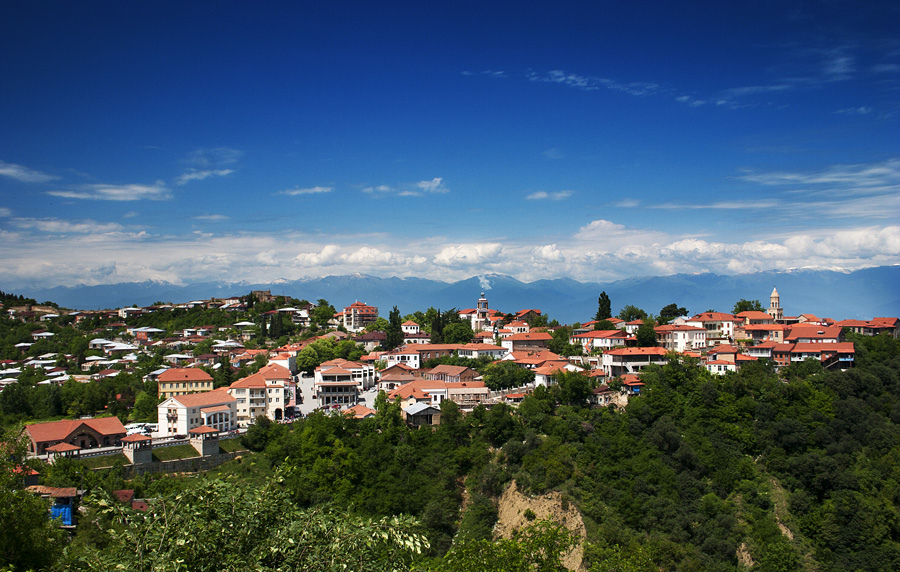
Kajetia, una región histórica del este del país famosa por sus vinos

El clima de Georgia es diverso —considerando que es un país pequeño— y se ve afectado por las masas de aire subtropicales en el oeste y las mediterráneas en el este.  Hay dos zonas climáticas principales, la zona oriental y la occidental. Las montañas del Cáucaso juegan un importante papel, moderando el clima georgiano y protegiendo al país de la penetración de corrientes de aire gélidas provenientes del extremo septentrional. Los montes del Pequeño Cáucaso protegen parcialmente asimismo a la región de la influencia de masas de aire cálidas y secas del sur. El aire cálido y húmedo del mar Negro se desplaza con facilidad por las llanuras costeras del oeste. Los factores que más influyen son la distancia al mar Negro y la altitud.
Gran parte del sector occidental de Georgia —costa del mar Negro, de Abjasia a la frontera turca, y en la región conocida como la Cólquida (zonas bajas interiores de la costa)— se presenta como una zona de subtropical con una elevada humedad y fuertes precipitaciones (1000 a 2000 mm/año y hasta 4000 mm , el puerto de Batumi en el mar Negro recibe 2500 mm al año). Las precipitaciones tienden a estar uniformemente distribuidas a lo largo del año, a pesar de que la lluvia puede ser particularmente fuerte durante los meses de otoño. El clima de la región varía significativamente con la altitud y mientras la mayoría de las tierras bajas kartvelianas del este del país son relativamente cálidas a través del año, la precordillera y las áreas montañosas (incluyendo a los grandes y pequeños montes del Cáucaso) experimentan veranos húmedos y frescos e inviernos con nevadas: la nieve acumulada con frecuencia supera los dos metros en muchas regiones. Ayaria es la región más húmeda de las regiones del Cáucaso. Algunas variedades de palma pueden crecer en estas regiones, donde el promedio de temperatura es de 5 °C en invierno y 22 °C en verano.
Las llanuras de Georgia oriental  tiene un clima de transición entre el húmedo subtropical y el continental. Ambos están influenciados por las masas de aire seco llegadas del Asia Central y del Caspio, por el este, y de las masas de aire húmedo del mar Negro por el oeste, aunque suelen quedar bloqueadas por algunas montañas (Likhi y Meskheti) que dividen al país en las mitades occidental y oriental. La precipitación anual es considerablemente menor en comparación con la del oeste de Georgia (de 500 a 800 mm por año), y en ese sentido el este del país presenta veranos calurosos e inviernos relativamente fríos. La temperatura en verano es en promedio de 20 a 24 °C, las temperaturas invernales de 2 a 4 °C.
Tanto en las tierras altas occidentales como orientales se da un clima alpino, y las condiciones climáticas arriba de los 1500 m s. n. m. son considerablemente más frescas (incluso más frías) que las presentes en tierras más bajas. En las zonas que están entre 2100 y 3600 m, la nieve y el hielo están presentes durante todo el año, con frecuentes heladas incluso durante los meses estivales. Ese clima alpino está presente también en una región semiárida en la meseta de Iori, en el sureste
| Parámetros climáticos promedio de Tiflis | Parámetros climáticos promedio de Tiflis | Parámetros climáticos promedio de Tiflis | Parámetros climáticos promedio de Tiflis | Parámetros climáticos promedio de Tiflis | Parámetros climáticos promedio de Tiflis | Parámetros climáticos promedio de Tiflis | Parámetros climáticos promedio de Tiflis | Parámetros climáticos promedio de Tiflis | Parámetros climáticos promedio de Tiflis | Parámetros climáticos promedio de Tiflis | Parámetros climáticos promedio de Tiflis | Parámetros climáticos promedio de Tiflis | Parámetros climáticos promedio de Tiflis |
| Mes                                      | Ene.                                     | Feb.                                     | Mar.                                     | Abr.                                     | May.                                     | Jun.                                     | Jul.                                     | Ago.                                     | Sep.                                     | Oct.                                     | Nov.                                     | Dic.                                     | Anual                                    |
| ---------------------------------------- | ---------------------------------------- | ---------------------------------------- | ---------------------------------------- | ---------------------------------------- | ---------------------------------------- | ---------------------------------------- | ---------------------------------------- | ---------------------------------------- | ---------------------------------------- | ---------------------------------------- | ---------------------------------------- | ---------------------------------------- | ---------------------------------------- |
| Temp. máx. abs. (°C)                     | 20                                       | 22                                       | 24                                       | 29                                       | 32                                       | 35                                       | 40                                       | 37                                       | 36                                       | 29                                       | 23                                       | 22                                       | 40                                       |
| Temp. máx. media (°C)                    | 7                                        | 9                                        | 13                                       | 17                                       | 24                                       | 28                                       | 31                                       | 30                                       | 26                                       | 20                                       | 14                                       | 9                                        | 19                                       |
| Temp. mín. media (°C)                    | -1                                       | 0                                        | 3                                        | 8                                        | 12                                       | 16                                       | 19                                       | 19                                       | 15                                       | 10                                       | 5                                        | 1                                        | 8.9                                      |
| Temp. mín. abs. (°C)                     | -13                                      | -15                                      | -6                                       | -4                                       | 3                                        | 6                                        | 12                                       | 14                                       | 5                                        | -2                                       | -4                                       | -11                                      | -15                                      |
| Precipitación total (mm)                 | 17                                       | 15                                       | 27                                       | 61                                       | 75                                       | 54                                       | 46                                       | 46                                       | 45                                       | 30                                       | 27                                       | 19                                       | 462                                      |
| Días de precipitaciones (≥ 1 mm)         | 6                                        | 7                                        | 8                                        | 13                                       | 12                                       | 11                                       | 8                                        | 9                                        | 8                                        | 7                                        | 7                                        | 7                                        | 103                                      |
| [cita requerida]                         |                                          |                                          |                                          |                                          |                                          |                                          |                                          |                                          |                                          |                                          |                                          |                                          |                                          |

### Medio ambiente
34.480 hectáreas están protegidas como humedales de importancia internacional al amparo del Convenio de Ramsar, en dos sitios Ramsar: Ispani Mire y los humedales de Koljeti central. Tiene tres parques nacionales: Boryomi-Jaragauli (6.800 hectáreas), Coljeti (44849 ha) y Koljeti (500 ha).
El principal riesgo natural son los terremotos. En cuanto a las preocupaciones medioambientales, hay contaminación atmosférica, particularmente en Rustavi; contaminación muy pesada en el río Mtkvari y el mar Negro; suministros inadecuados de agua potable; contaminación del suelo por productos químicos tóxicos.

## Geografía humana

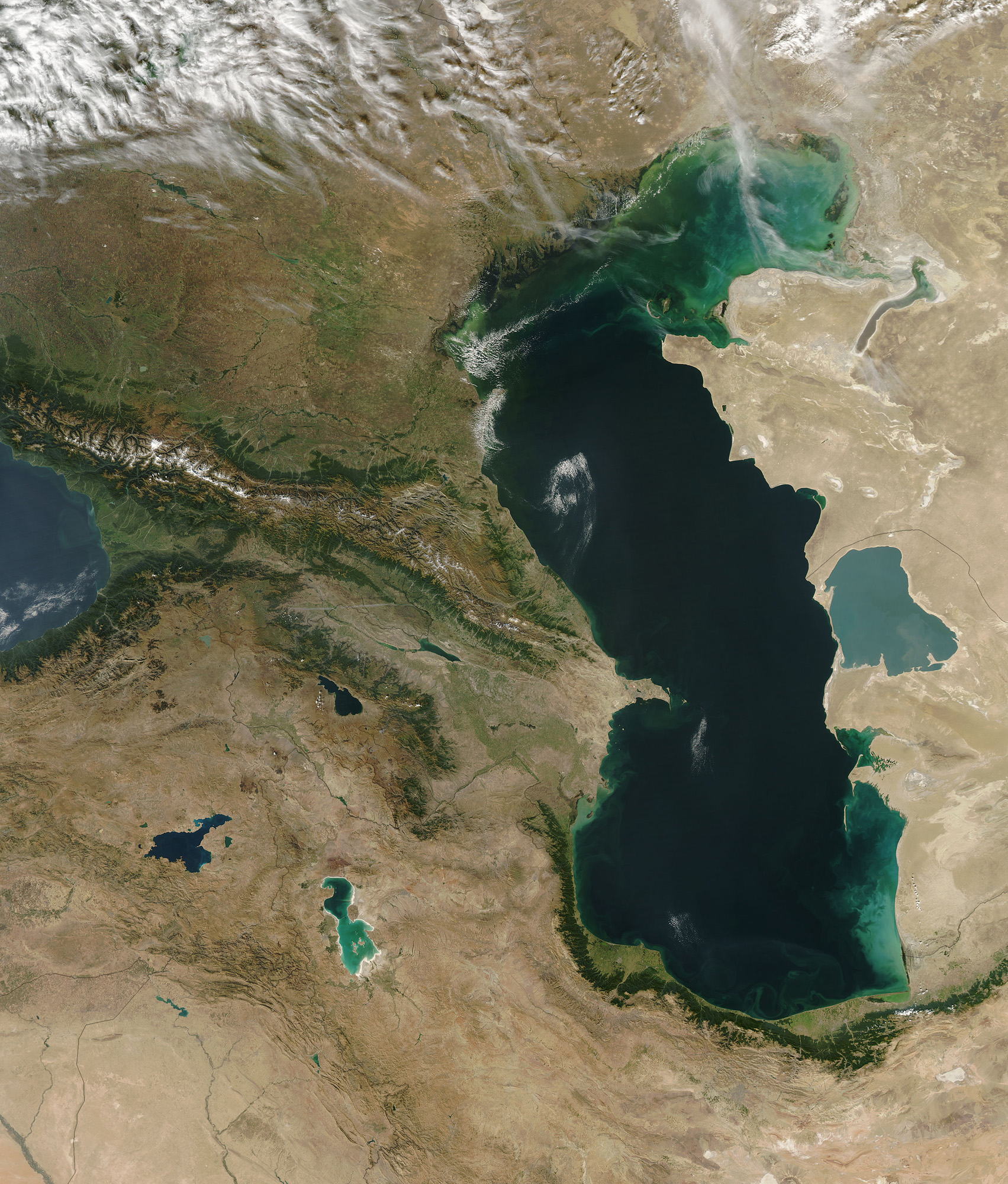
Semeya del satélite del Mar Caspio.

Véase también: Anexo:Localidades de Georgia.
La población es de 4.615.807 habitantes (est. julio de 2009), de la que el 53% vive en zonas urbanas (2008). Según el censo de 2002, hay diversos grupos étnicos: georgianos 83,8%, azeríes 6,5%, armenios 5,7%, rusos 1,5% y otros 2,5%. La religión predominante es la ortodoxa cristiana 83,9%, musulmanes 9,9%, armenio-gregorianos 3,9%, católicos 0,8%, otras 0,8% y ninguna 0,7%. El idioma georgiano 71% es el oficial, pero se habla también ruso 9%, armenio 7%, azerí 6% y otros 7%. El abjaso es el idioma oficial en Abjasia.
La capital es Tiflis, con una población de 1.106.700 habitantes. Otras poblaciones de más de 100.000 habitantes son: Kutaisi, Batumi y Rustavi.
Georgia se divide en nueve regiones (mkharebi, singular - mkhare): Guria, Imereti, Kajeti, Kvemo Kartli, Mtsjeta-Mtianeti, Racha-Lechjumi y Kvemo Svaneti, Samegrelo y Zemo Svaneti, Samtsje-Javajeti y Shida Kartli. Hay además una ciudad (k'alak'i), Tiflis, y dos repúblicas autónomas (avtomnoy respubliki, singular - avtom respublika): Abjasia o Ap'khazet'is Avtonomiuri Respublika,, cuyo centro administrativo está en Sujumi y Ajaria o Acharis Avtonomiuri Respublika, con centro administrativo en Batumi.

## Geografía económica
Los recursos naturales del país son: bosques, energía hidroeléctrica, depósitos de manganeso, mineral metalífero, cobre, pequeños depósitos de carbón y petróleo; el clima costero y los suelos permiten el cultivo de cítricos y de té. Uso de la tierra: tierra arable 11,51%, cosechas permanentes 3,79% y otros 84,7% (2005). El regadío abarca 4.690 kilómetros cuadrados (2003). 

## Áreas protegidas de Georgia
La IUCN (Unión Internacional para la Conservación de la Naturaleza) cataloga en Georgia 10 zonas protegidas que cubren 5.831 km², el 8,33% del territorio, además de 153 km² de áreas marinas, el 0,67% de los 22.907 km² que pertenecen al país. De estas, 1 es un parque nacional (parque nacional Kolkheti) y 9 son reservas naturales estrictas. Por su parte, la Agency of Protected Areas de Georgia cataloga 10 parques nacionales que cubren un área de 3.493 km², 14 reservas naturales estrictas que cubren un área de 1.406 km², 19 reservas naturales controladas, que cubren 598 km², 40 monumentos naturales protegidos que cubren 2.941 ha y 2 paisajes protegidos (Tusheti y Kintrishi) con fines ecoturísticos que abarcan 377 km².